# Милхаус Ван Хутен
Милхаус Муссолини Ван Хаутен (англ. Milhouse Mussolini Van Houten) — персонаж мультсериала «Симпсоны», озвученный Памелой Хейден и созданный Мэттом Грейнингом. Он — лучший друг Барта Симпсона в четвёртом классе миссис Крабаппл в начальной школе Спрингфилда. Он неуверенный, доверчивый и менее популярный ребенок, чем Барт и часто попадает в неприятности Барта, который пользуется наивностью своего друга. Милхаус является постоянной мишенью для школьного хулигана Нельсона Манца и его друзей Джимбо Джонса, Дольфа Старбима и Керни Ззизвитча. Милхаус влюблен в сестру Барта, Лизу.
Милхаус дебютировал в рекламе «The Butterfinger Group», в то время как Симпсоны всё ещё транслировались в качестве короткометражного мультфильма на «Шоу Трейси Ульман. Когда „Симпсоны“ получили зеленый свет для полноценного мультсериала Fox, Милхаус стал одним из самых популярных персонажей сериала. Грейнинг выбрал имя Милхаус, а также второе имя президента» Ричарда Никсона, потому что это было самое «неудачное имя, которое он мог придумать для ребенка». Внешность Милхауса основана на внешности Роба Коэна.

## Описание
Милхаус имеет итальянское, греческое, датское и голландское происхождение, основываясь на комментариях и персонажах, представленных на протяжении всего сериала. У него те же физические черты, что и у его родителей, и основные черты личности его отца (которыми являются разочарование, неуверенность и в целом подавленное поведение). У него нет уверенности своей матери, за исключением случаев, когда этого требуют конкретные сюжетные линии. Над Милхаусом постоянно издеваются Нельсон Манц, Джимбо Джонс, Дольф Старбим и Керни Ззизвитча до такой степени, что, когда Барт задаёт вопросы Милхаусусу, говоря: «Милхаус! Я думал, у тебя трёхчасовая встреча с Нельсоном», в эпизоде «Little Orphan Millie» Милхаус просто отвечает: «Мне пришлось перенести». Они часто наносят насилие вызывшему Милхаусу, который носит толстые очки, без которых он не может видеть. Милхаус и его семья являются одними из немногих жителей Спрингфилда с видимыми толстыми бровями.
Хотя Милхаус не любил и имел умеренное количество друзей среди других детей из школы, кроме самого Барта, он сделал карьеру жертвы, хотя его общими истинными антагонистами являются школьные хулиганы начальной школы Спрингфилда (Нельсон, Джимбо, Дольф и Керни). В серии «Sideshow Bob Roberts» Джимбо, Дольф и Кирни завернули Милхауса в наклейки на бампер и поместили его в корзину. После того, как Джимбо заявил, что «Мумия готова к её мистическому путешествию!», хулиганы столкнули телегу с Милхаусом с очень крутого холма. Он часто страдал, а в некоторых случаях был ранен от опасностей, например, его сбил поезд, он упал с водопада, получил поражения электрическим током, повредил головы до костей и потерял зубы от хоккейной шайбы. Как главный герой, он всегда выживает и выздоравливает, часто без дальнейшего упоминания о каких-либо травмах. Он часто навещал женщину-психиатра, пока она не смогла справиться с его постоянными звонками и не заблокировала его номер.
Однажды Барт включил Милхауса в список самых разыскиваемых ФБР беглецов, несмотря на то, что они друзья, и попытался заманить Милхауса в кактус. Милхаус не всегда подчиняется Барту; в серии «Bart Sells His Soul» Милхаус поиграл с тревогой Барта после того, как тот продал свою душу за 5 долларов, а Милхаус потребовал 50 долларов, чтобы вернуть её. В другом случае Барт познакомил Милхауса со своей девушкой и должен был объяснить, почему он и Милхаус друзья, но не смог придумать хороший ответ и признал, что это было связано с географическим удобством. Барт признался в серии «Little Orphan Millie», что любит Милхауса.
Гомер также иногда высмеивает Милхауса (одна раз называя Милхауса в присутствии мальчика «этой маленькой сосиской»). В эпизоде «Burns, Baby Burns» Ларри, сын мистера Бёрнса, приводит Гомера поесть у себя дома. Мистер Бёрнс был зол, и он спрашивает Гомера, «приводит ли его сын домой придурков и заставляет ли их поговорить с ними», на что Гомер отвечает: «О, всё время! Вы когда-нибудь слышали об этом парне Милхаусе? Он маленький сосунок, который…», прежде чем его прервал Бёрнс. Пытаясь целенаправленно разозлить своего отца, Барт однажды заявил, что его «немного привлекает Милхаус», разоздив Гомера. Барт и Милхаус, похоже, одного роста, но в эпизоде «Radioactive Man» выясняется, что Милхаус по крайней мере на 1 дюйм (25 мм) выше Барта.
Милхаус часто является предметом различных шуток, таких как избиение Нельсоном за доставку любовной записки от Лизы (которая, по мнению Нельсона была от самого Милхауса), хлопнув дверью ему в лицо, играя в закрепление хвоста на осле, имея возможный зарождающийся гомосексуализм, отданный школьным консультантом Гомеру и Мардж, случайно подобрав не ту папку во время обсуждения Барта, сделав его разыскиваемым беглецом (см. выше), непреднамеренно унаследовав мрачный постоянный послужной список Барта в школе через сделку, заключённую между Бартом, Эдной Крабаппл и Сеймуром Скиннером, которая дисквалифицирует Милхауса от «всех, кроме самых горячих и шумных рабочих мест».
Он свободно говорит по-итальянски («The Last of the Red Hat Mamas») из-за посещения бабушки по материнской линии в Тоскане в течение двух недель каждый год. Она ненавидит английский язык, поэтому он был вынужден выучить итальянский. Этим летом он также начал мыть постельное посне. Он помогает Лизе выучить итальянский, но ни в одном другом эпизоде нет никаких отсылок на его итальянское происхождение или языковые навыки. Личность Милхауса резко меняется, когда он говорит по-итальянски, становясь учтивым, уверенным в себе мужчиной, популярным среди итальянского сообщества Спрингфилда в эпизоде. Позже выяснилось, что второе имя Милхауса и его фамилия по материнской линии — «Муссолини».
Заставка и различные сцены практики группы предполагают, что Милхаус играет на духовом или деревянном духовом инструменте, возможно, на кларнете или трубе, но все участники группы Springfield Elementary, кроме Лизы, очень плохие музыканты.
У Милхауса аллергия на мёд, пшеницу, молочные продукты, омелу, падуб, красные части конфетных тростей и его собственные слёзы.

### Романтика
Милхаус иногда влюбляется в Лизу, но их отношения никогда не проявляются как что-то, кроме знакомства или дружбы. Как показано в серии «Lisa’s Date with Density», когда она признается, что ей понравился Нельсон — в конце этого эпизода, после того, как ей перестал нравиться Нельсон, Милхаус спрашивает Лизу, кто будет её следующей любовью; Лиза заколотно отвечает, что это может быть кто угодно, и Милхаус радуется.
Лиза всегда выступала против идеи встретиться с Милхаусом (например, «Lisa’s Date with Density» и «Future-Drama»), однако в эпизоде «The Last of the Red Hat Mamas», после того, как Милхаус начинает обучать Лизу по-итальянски и отвозит её в Маленькую Италию Спрингфилда, она начинает испытывать к нему чувства, пока она не поймала его с девушкой по имени Анжелика и не начала ругаться по-итальянски и преследовать его веткой, как это сделала его бабушка.
Первой настоящей подругой Милхауса была Саманта Стэнки, новая студентка, которая переехала в Спрингфилд из Финикса, штат Аризона, в эпизоде «Друг Барта влюбился». После того, как её отец, который отвечает на звонок Барта, поймал её и Милхауса, он отправил её в католическую школу для девочек, управляемую франко-канадскими монахинями. В то время как официальный первый поцелуй Милхауса был с Самантой в вышеупомянутом эпизоде, это противоречило в эпизоде «The Way We Weren’t», где Милхаус случайно целует Гомера во время игры «Бутылочка», которую прервал Гомер. В эпизоде «Homer Scissorhands» Милхаус встречался с пятиклассницей Тэффи. Отношения закончились, когда Лиза, шпионящая за ними в кустах, поймала их. Тэффи сказала Лизе, что Милхаус всё еще любит её, а Лиза целует Милхауса, потому что «он выглядит мило при лунном свете». Лиза сказала Милхаусу, что он не должен отказываться от поиска других девушек и что жизнь может предложить неожиданные вещи.
Отношения Милхауса и Лизы использовались в эпизодах, действие которых происходит в будущем, за пределами канона сериала. В эпизоде «Lisa’s Wedding», действие которого происходит спустя 15 лет в будущем, Милхаус является боссом Гомера на атомной электростанции, и, узнав о предстоящем браке Лизы, Милхаус вспоминает более раннюю встречу с Лизой, в которой она сказала, что, возможно, никогда не выйдет замуж, а затем сердито готовит ежегодный обзор Гомера. Позже Лиза задаётся вопросом, приемлемо ли носить белое свадебное платье, предполагая, что она уже потеряла девственность; Мардж говорит ей: «Милхаус не считается». В серии «Holidays of Future Passed», действие которого происходит спустя 30 лет в будущем, Лиза и Милхаус женаты и имеют дочь Зию.

## Создание
Милхаус был разработан Мэттом Грейнингом для запланированного сериала на NBC, который был отменён. Затем дизайн был использован для рекламы Butterfinger, и было решено использовать персонажа в сериале. Милхаус был назван в честь президента США Ричарда Никсона, чье второе имя было Милхаус. Это имя было самым «неудачным именем, которое Мэтт Грейнинг мог придумать для ребенка». Годами ранее, в комиксе 1986 года «Жизнь в аду» под названием «Как назвать ребенка», Грейнинг назвал имя «Милхаус» как имя, которое «больше не рекомендуется». Милхаус является фаворитом среди сотрудников, так как Эл Джин отметил, что «большинство сценаристов больше похожи на Милхауса, чем на Барта». Его фамилию ему дал Говард Гевирц, независимый сценарист, который написал сценарий к эпизоду «Гомер угадал». Гевирц получил имя от одного из друзей своей жены. По словам Арден Майрин и Дэны Гулд (бывший сценарист и соисполнительный продюсер Симпсонов), Роб Коэн (сценарист Симпсонов) вдохновил Милхауса на внешний вид.